# كريستيان جالانو
كريستيان جالانو (بالإيطالية: Cristian Galano) (1 أبريل 1991 بفودجا في إيطاليا - ) هو لاعب كرة قدم إيطالي في مركز الهجوم. شارك مع منتخب إيطاليا تحت 16 سنة لكرة القدم ومنتخب إيطاليا تحت 18 سنة لكرة القدم ومنتخب إيطاليا تحت 19 سنة لكرة القدم ومنتخب إيطاليا تحت 20 سنة لكرة القدم. أما مع النوادي، فقد لعب مع نادي باري ونادي فيتشينزا ونادي غوبيو.

## وصلات خارجية
- كريستيان جالانو على موقع الاتحاد الأوربي (الإنجليزية)
- كريستيان جالانو على موقع قاعدة بيانات كرة القدم.إي يو (الإنجليزية)
- كريستيان جالانو على موقع Soccerway.com (الإنجليزية)
- كريستيان جالانو على موقع عالم كرة القدم.نت (الإنجليزية)